# Periclimenaeus djiboutensis
Periclimenaeus djiboutensis är en kräftdjursart som beskrevs av Bruce 1970. Periclimenaeus djiboutensis ingår i släktet Periclimenaeus och familjen Palaemonidae. Inga underarter finns listade i Catalogue of Life.